# Douglasville
La ville de Douglasville est le siège du comté de Douglas, dans l’État de Géorgie, aux États-Unis. Sa population s’élevait à 30 961 habitants lors du recensement de 2010, estimée à 33 252 habitants en 2016.

## Démographie
| Groupe            | Douglasville | Géorgie | États-Unis |
| ----------------- | ------------ | ------- | ---------- |
| Afro-Américains   | 55,9         | 30,5    | 12,6       |
| Blancs            | 36,0         | 59,7    | 72,4       |
| Autres            | 3,3          | 4,1     | 6,2        |
| Métis             | 2,8          | 2,1     | 2,9        |
| Asiatiques        | 1,8          | 3,3     | 4,8        |
| Amérindiens       | 0,2          | 0,3     | 0,9        |
| Total             | 100          | 100     | 100        |
|                   |              |         |            |
| Latino-Américains | 7,2          | 8,8     | 16,7       |

Selon l'American Community Survey, pour la période 2009-2013, 89,85 % de la population âgée de plus de 5 ans déclare parler anglais à la maison, alors que 5,71 % déclare parler l'espagnol, 1,15 % une langue africaine, 0,59 % le vietnamien, 0,58 % l'allemand et 2,12 % une autre langue.
| 1880 | 1890 | 1900  | 1910  | 1920  | 1930  |
| ---- | ---- | ----- | ----- | ----- | ----- |
| 286  | 863  | 1 140 | 1 462 | 2 159 | 2 316 |

| 1940  | 1950  | 1960  | 1970  | 1980  | 1990   |
| ----- | ----- | ----- | ----- | ----- | ------ |
| 2 555 | 3 400 | 4 462 | 5 472 | 7 641 | 11 635 |

| 2000   | 2010   | - | - | - | - |
| ------ | ------ | - | - | - | - |
| 20 065 | 30 961 | - | - | - | - |

## Personnalité liée à la ville
- Claude Joseph Johnson (1913-1990), pasteur baptiste américain et chanteur de musique gospel.
- Priscilla Kelly (1997-), catcheuse